# 33454 Neilclaffey
33454 Neilclaffey è un asteroide della fascia principale. Scoperto nel 1999, presenta un'orbita caratterizzata da un semiasse maggiore pari a 2,3155032 UA e da un'eccentricità di 0,1714444, inclinata di 5,15924° rispetto all'eclittica.